# Astan Dabo
Pour les articles homonymes, voir Dabo (homonymie).
Astan Dabo est une joueuse franco-malienne de basket-ball, née le 30 mai 1992 à Songoniko (Mali).

## Biographie
Elle est draftée en 2012 9e choix par le Sun du Connecticut après une année réussie en Ligue 2 à Reims avec 12,8 rebonds et 11,5 points de moyenne en 24 matches (record à 28 points et 23 rebonds le 3 mars dans une victoire 80-63 contra la SIG). L'entraîneur du Sun Mike Thibault : « Elle viendra dans un an ou deux. Une fille de 19 ans et 2,03 m qui a progressé chacune de ces trois dernières années est un bon pari pour nous. »
Elle débute avec le Mali lors du Mondial 2010 avant de participer à la conquête de la médaille de bronze au championnat d'Afrique 2011.
Pour sa première saison en LFB, elle tourne à 3,8 points et 5,1 rebonds sur les deux premiers mois de la saison, avant de se blesser gravement au genou. Non conservée par Arras, elle se relance en LFB au Cavigal Nice à partir de la 15e journée pour des statistiques de 4,6 points à 52,3 % et 3,7 rebonds. 
Nice termine la saison régulière 2014-2015 de Ligue 2 en tête et organise le Final Four, qu'il remporte face à Roche Vendée (67-57) et gagne son retour en Ligue féminine de basket une année après l'avoir quittée. 
En juin 2015, elle prolonge son contrat d'un an et sera rejointe à l'intérieur par la MVP française Djéné Diawara. La franco-malienne cumule 3,5 points et 4,1 rebonds de moyenne pour 5,3 d'évaluation en LFB pour sa troisième saison à Nice. Fin juin 2016, elle s'engage pour Tarbes. 

## Clubs
- 2008-2009:  Strasbourg Alsace Basket Club (NF1)
- 2009-2010:  Étoile de Voiron Basket Féminin (LF2)
- 2010-2012:  Reims Basket Féminin (LF2)
- 2012-2013:  Arras Pays d'Artois Basket Féminin
- 2013-2016 :  Cavigal Nice Basket 06
- 2016-2017 :  Tarbes Gespe Bigorre
- 2017- :  Arras Pays d'Artois Basket Féminin (LF2)

## Palmarès
- Médaillée de bronze au Championnat d'Afrique 2011
- Championne de France LF2 en 2015[7]
- Challenge Round LFB 2016[10].
- Médaille de bronze au championnat d'Afrique 2017 au Mali